# Hans Härry

Hans Härry

Hans Härry (* 16. November 1895 in Zürich; † 17. Januar 1980 in Bern; heimatberechtigt in Zürich) war ein Schweizer Vermessungstechniker und Eidgenössischer Vermessungsdirektor.

## Leben und Werk
Härry war der Sohn des Bildhauers, Hans Härry und der Sophie, geborene Jung. Er war verheiratet mit Elsa, geborene Schmid. Hans Härry ist der Großvater des Musicalproduzenten und Theaterleiters Andréas Härry.
Von 1915 bis 1919 studierte Härry an der ETH Zürich Vermessungswesen und schloss als diplomierter Vermessungsingenieur ab. Von 1919 bis 1920 absolvierte er die für diplomierte Vermessungsingenieure ein Jahr betragende Praxis als Geometerkandidat auf dem Vermessungsamt der Stadt Zürich, wo er in Neuvermessung und Nachführung tätig war.
Härry erhielt 1920 das Patent als eidgenössischer Grundbuchgeometer und arbeitete anschliessend bis 1926 als Ingenieur für das Bundesamt für Landestopographie. Dort bearbeitete er die Gebiete der Landesnivellements, der Triangulation und der Photogrammetrie.
Als 1. Adjunkt kam Härry 1926 auf die Eidgenössische Vermessungsdirektion, wo er bis zum Rücktritt von Vermessungsdirektor Jakob Baltensperger im Dezember 1948 die Vermessungsaufsicht in den Kantonen Glarus, Basel-Stadt, Genf und im Fürstentum Liechtenstein besorgte.
Härry beschäftigte sich daneben mit der Einführung neuer Vermessungsmethoden, insbesondere der Luftbildphotogrammetrie, womit auch die Leitung des Vermessungsflugdienstes verbunden war.
Am 25. Januar 1949 wurde Härry vom Bundesrat zum Eidgenössischen Vermessungsdirektor gewählt. Unter Härry wurde u. a. die Katastervermessung Grundlage der neuen Landeskarte.
Härry erhielt 1953 von der Universität Lausanne den Ehrendoktor. Zudem war er Ehrenmitglied der Sektion Bern des Schweizerischen Ingenieur- und Architektenvereins, Ehrenmitglied des Deutschen Vereins für Vermessungswesen und Ehrenmitglied des Österreichischen Vereins für Vermessungswesen.